# Bucara
Bucara ou Bukhara (em usbeque: Buxoro / Бухоро; em russo: Бухара; em persa: بخارا; em tártaro: Boxara; em turco: Buhara) é a quinta maior cidade do Usbequistão e capital da província homónima (Buxoro viloyati). Em 2020 tinha 280 187 habitantes (densidade: 5 227,4 hab./km²), a maior parte deles falantes de tajique, uma variante do persa. A área de Bucara é habitada pelo menos desde há 5 000 anos e a cidade existe desde o século VI a.C. É uma cidade histórica, situada na Rota da Seda, que durante muito tempo foi um centro de comércio, estudo, cultura e religião. Foi capital do Império Samânida e do Canato de Bucara e nela nasceu o proeminente erudito e teólogo islâmico al-Bukhari (810–870). Conta com cerca de 140 monumentos importantes do ponto de vista arquitetónico e histórico e em 1993 o seu centro histórico, onde se encontram várias mesquitas e madraças, foi declarado Património Mundial pela UNESCO.

## Etimologia
O nome exato de Bucara na Antiguidade é desconhecido. O oásis onde se situa tinha esse nome e possivelmente foi só no século X que a cidade tomou o nome.
Há várias teorias para a origem do nome. Uma delas é que deriva do sânscrito vihāra ("mosteiro budista"), muito próxima dos termos usados pelos uigures e chineses budistas apar designar os seus locais de culto. No entanto, não foram encontrados quaisquer artefatos relacionados com cultos budistas ou maniqueístas na cidade ou no seu oásis.[carece de fontes?] No século XIX e início do século XX, a cidade era referido como Bokhara nas publicações em inglês e como Buhe ou Puhe (捕喝) entre os chineses han.
Segundo a Encyclopædia Iranica, o nome Bucara deriva possivelmente do termo soguediano βuxārak ("Lugar de Boa Fortuna"). Na sua História de Bucara, terminada em 943 ou 944, Maomé ibne Jafar Narshakhi escreveu: «Bucara tem muitos nomes. Um deles era Numijkat. Também se chamou Bumiskat. Tem dois nomes em árabe. Um é "Madinat al Sufriya", que significa cidade do cobre e outro "Madinat al Tujjar", que significa cidade dos mercadores. Mas o nome Bucara é mais conhecido do que todos os outros nomes. No Grande Coração não há outra cidade com tantos nomes».
Segundo Ali-Akbar Dehkhoda, Bucara significa "cheio de conhecimento", uma referência ao facto da cidade ter sido um importante centro de conhecimento, ciência e estudo.[carece de fontes?] Desde a Idade Média que a cidade aparece como Buḫārā (بخارا) nas fontes árabes e persas.[carece de fontes?] Na grafia usbeque atual, escreve-se Buxoro. No poema épico italiano Orlando Innamorato, publicado em 1483 por Matteo Maria Boiardo, a cidade aparece com o nome de Albracca e é descrita como uma das maiores cidades de Catai. Nessa cidade muralhada e na fortaleza, Angélica e os cavaleiros de quem se torna amiga enfrentam o ataque de Agricã (Agricane em italiano), imperador da Tartária. A descrição deste cerco por Agricã assemelha-se ao cerco histórico de Gêngis Cã a Bucara em 1220.

## História
A cidade foi fundada no século VI a.C. numa área onde há vestígios de povoamento que remontam ao 3.º milénio a.C.. O oásis de Bucara atraiu o interesse dos estados vizinhos muito cedo. O mais tardar no século VI a.C., durante o reinado de Dario, o Grande, já tinha sido conquistado pelos persas aqueménidas. Em 329 a.C., após a conquista da Pérsia por Alexandre, o território de Soguediana, do qual fazia parte Bucara, tornou-se uma possessão grega até ao século II a.C. Entre o fim do século I a.C. e meados do século IV d.C., a cidade fez parte do Império Cuchana; foi no início desta época que se começou a estabelecer o comércio com os países a ocidente e a oriente. No século V Bucara foi integrada no Império Heftalita.
Em 710 a cidade foi ocupada pelas tropas árabe-islâmicas durante o Califado Omíada: o general Cutaiba ibne Muslim, governador da província omíada de Coração, estabeleceu a sua autoridade sobre o príncipe local. Aparentemente, o herdeiro do trono de Bucara, Tuguechada, converteu-se rapidamente ao islão e reinou entre 710 e 739. Nesse período a cidade tornou-se um importante centro de cultura e fazia parte da província de Coração, cuja capital era Merv. Bucara ocupava então cerca de 30 a 35 hectares e tinha uma muralha com sete portas; as ruas estavam orientadas segundo os pontos cardeais e estavam organizadas como um tabuleiro de xadrez.
No final do século IX ou em 903 a cidade tornou-se a capital da dinastia persa dos samânidas e o seu aspeto modificou-se. A muralha passou a ter onze portas, o rabad (arrabalde) expandiu-se em volta da parte muralhada (chakhristan) e a população aumenta significativamente, com as profissões a determinarem o local de residência. Foram construídos numerosas mesquitas e mausoléus, entre eles o de Ismail Samani. A capital samânida foi um polo intelectual e religioso de primeira importância no mundo islâmico, onde residiram numerosos eruditos, poetas e escritores, como Avicena (Abu Ali ibne Sina; 980–1037), Rudaqui (ca.  859–940 ou 941) e Albiruni (973–1048).

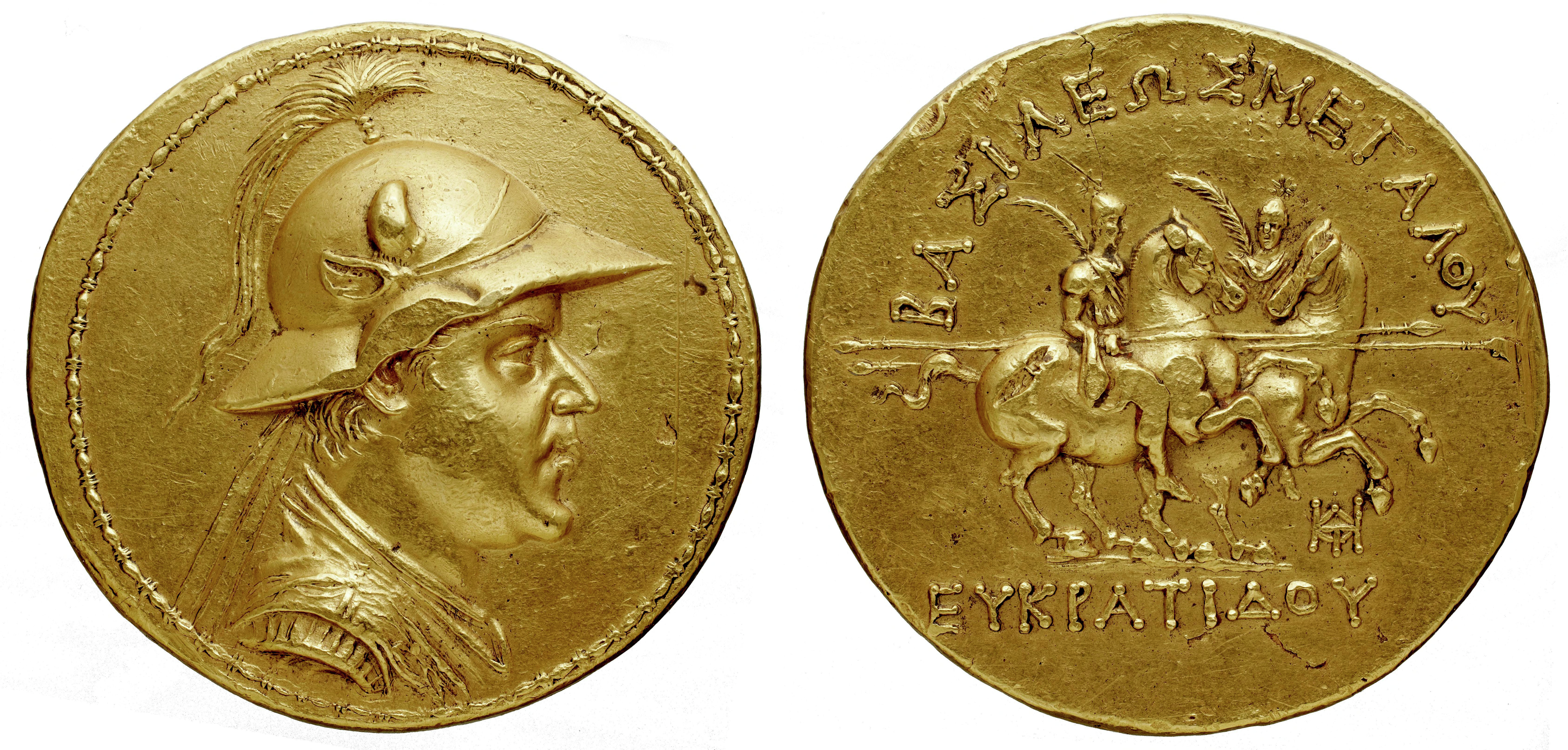
Moeda de ouro de 20 estáteres do Reino Greco-Báctrio com a efígie do rei, a maior moeda de ouro conhecida da Antiguidade, encontrada em Bucara; atualmente no, Paris

Em 999 Bucara foi invadida pelos turcomanos caracânidas. Durante o domínio caracânida foram construídos vários monumentos que ainda existem atualmente, como o Minarete Kalyan (ou de Arslan-Khana), as mesquitas Magok-i Attari e Namazgah e o mausoléu Chashma Ayub. Entre 1102 e 1238, a cidade foi governada pela família de cádis dos Ali-Burã.[carece de fontes?] Sendo um entreposto comercial importante, na Idade Média a cidade teve uma comunidade de mercadores indianos da cidade de Multan (atualmente no Panjabe paquistanês).
Em 1220, foi tomada por Gêngis Cã após um cerco de 15 dias e em 1370 foi integrada no Império Timúrida. Há registo, embora sem detalhes, dum encontro ocorrido na cidade entre o monarca timúrida Ulugue Begue e uma embaixada do Tibete no inverno de 1420-1421. Bucara foi perdendo importância a favor de Samarcanda, a capital timúrida, mas voltou a prosperar e a ganhar protagonismo após ter sido tomada pelos xaibânidas em 1506 e, principalmente, quando Abedalá Cã II a tornou capital do Canato de Bucara, na segunda metade do século XVI. Este estado, do qual também fez parte Samarcanda, foi um dos três canatos usbeques formados na sequência do colapso do Canato de Chagatai; os outros dois foram o de Cocande e o de Quiva.
Em 1599 subiu ao poder no Canato de Bucara uma nova dinastia, de ascendência astracânida, que rapidamente foi abalada em querelas internas marcou o início do declínio do canato. Em 1740 o canato foi invadido pelo rei persa Nader Xá, que nomeou como governador Maomé Raquim Cã. Este proclamou-se emir e fundou a dinastia mânguida e o Emirado de Bucara.

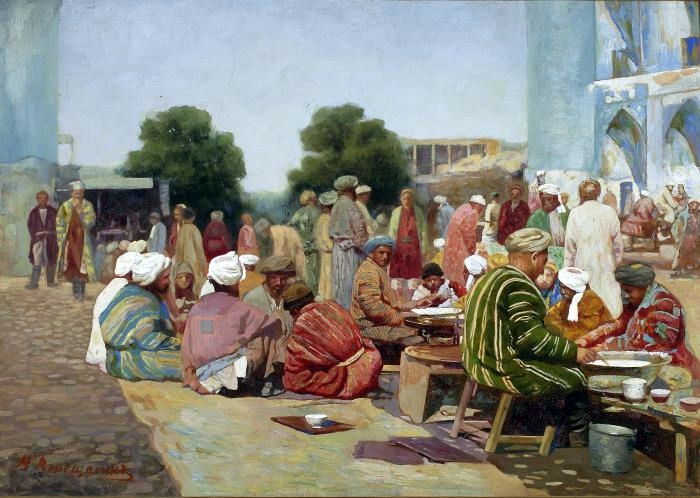
“Bazar em Bucara”, uma pintura do russo Vasily Verechagine datada da década de 1870, atualmente no Museu Nacional de Varsóvia

Apesar de ter perdido grande parte do seu território para o Império Russo em 1868 e se ter tornado um protetorado russo em 1873, o emirado manteve a cidade até 1920, quando foi cercada pelo Exército Vermelho, durante a Guerra Civil Russa. As tropas soviéticas comandadas pelo general bolchevique Mikhail Frunze atacaram Bucara em 31 de agosto o emir Maomé Alim Cã fugiu para Duchambé, na parte oriental do emirado e atualmente no Tajiquistão; mais tarde fugiu para Cabul, no Afeganistão. A 2 de setembro, depois de quatro dias de combates, a cidadela do emir (a Ark) foi destruída e a bandeira vermelha foi desfraldada no cimo do minarete da Mesquita Kalyan. A 14 de setembro, foi formado o Comité Revolucionário de Bucara, chefiado por A. Mukhitdinov. À frente do Conselho dos Nazires do Povo (governo) ficou Fayzulla Khodzhayev.
A República Popular Soviética de Bucara existiu entre 1920 e 1925, ano em que a cidade foi integrada na República Socialista Soviética Usbeque. Fitzroy Maclean, na altura um jovem diplomata na embaixada britânica em Moscovo, fez uma visita subreptícia a Bucara em 1938, onde passeou e dormiu em jardins públicos. Nas suas memórias “Eastern Approaches” descreveu-a como uma "cidade encantada com edifícios que rivalizavam com a melhor arquitetura da Renascença italiana". Na segunda metade do século XX, a guerra no Afeganistão e a guerra civil do Tajiquistão provocou uma vaga de refugiados de falantes de dari e tajique em Bucara e Samarcanda. A integração desses refugiados na população tajique local contribuiu para a criação dum movimento para anexação dessas cidades pelo Tajiquistão, país com o qual as cidades não fazem fronteira.

## Principais monumentos históricos

### Conjuntos arquitetónicos

#### Po-i Kalyan
Também chamado ou escrito Po-i-Kalan (em persa: پای کلان, que significa "ao pé do grande [minarete]") é o conjunto arquitetónico da Mesquita Kalyan, conhecida especialmente pelo seu grande minarete, o Minarete Kalyan (Minâra-i Kalân; "grande minarete" em persa e tajique), que é a construção mais antiga do conjunto e está na origem do nome original do conjunto em persa. Além da mesquita e do minarete, o complexo inclui ainda as madraças Miriárabe (Mir-i Arab) e Emir Alim Cã (século XVIII-XIX). A praça, que até à segunda metade do século XX foi o local dum mercado de algodão, é um dos ícones turísticos do Usbequistão.

Pátio da Mesquita Kalyan
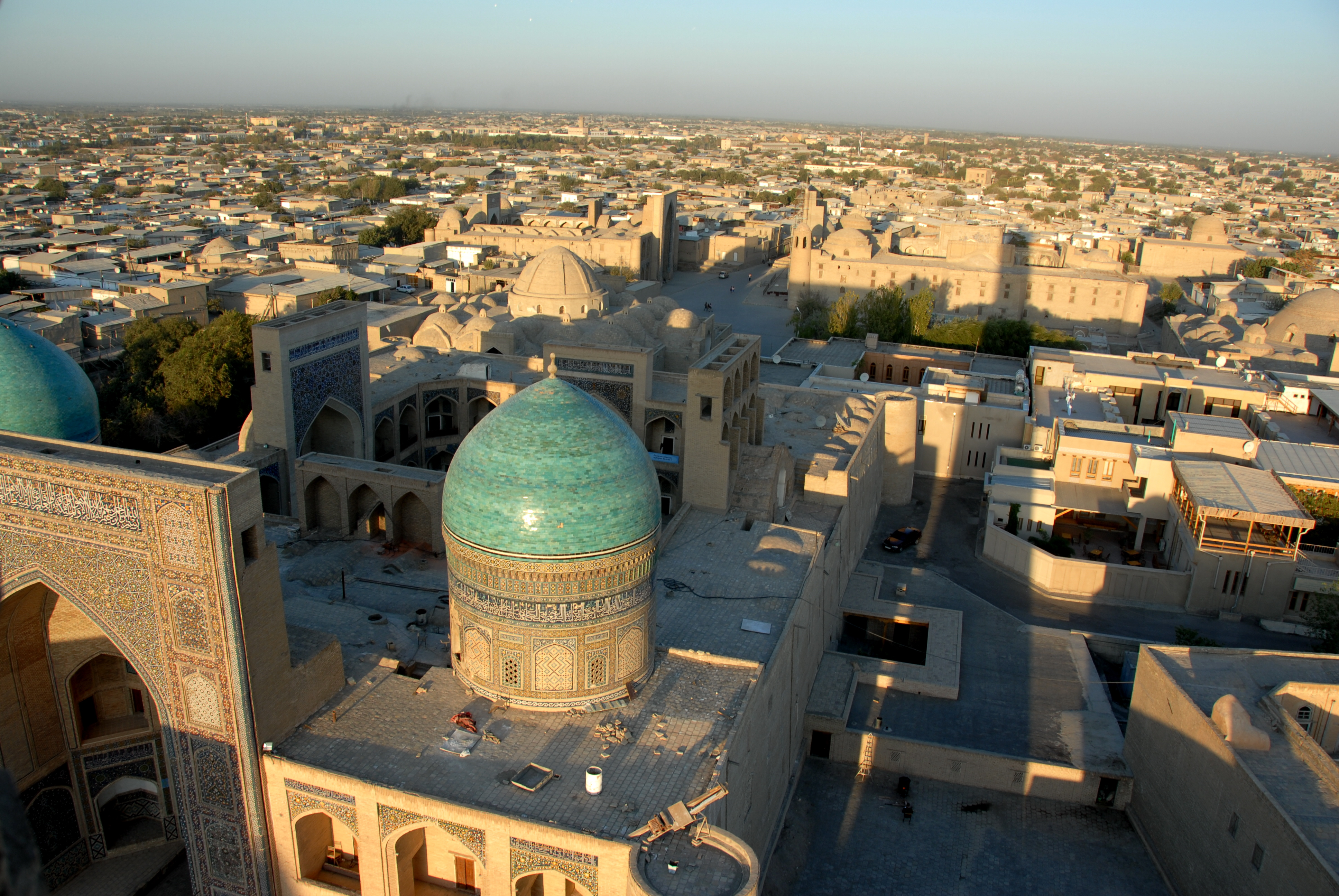
Madraça Miriárabe
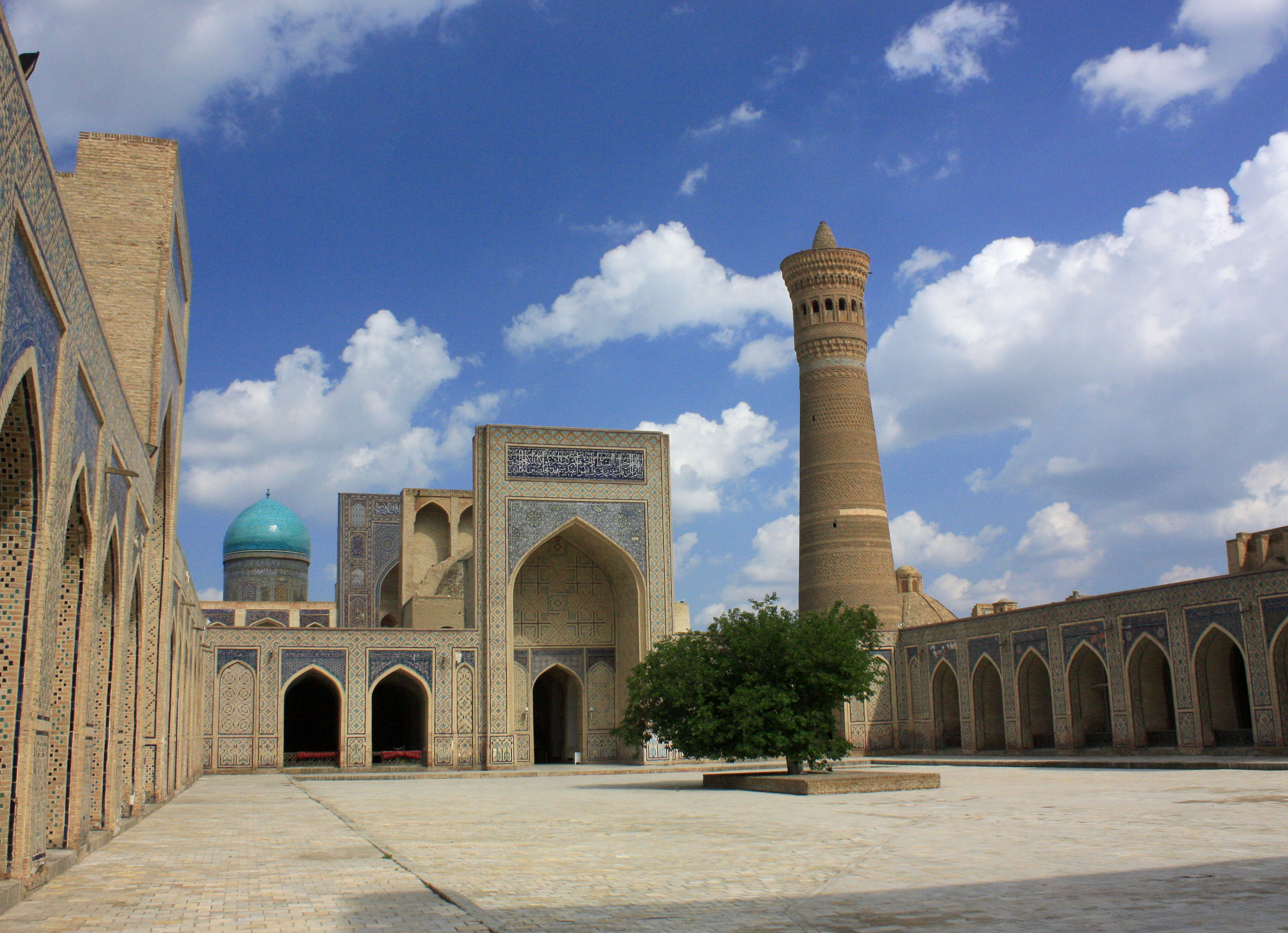
Pátio do Po-i Kalyan, com a respetiva mesquita, madraça e minarete

#### Lyab-i Hauz

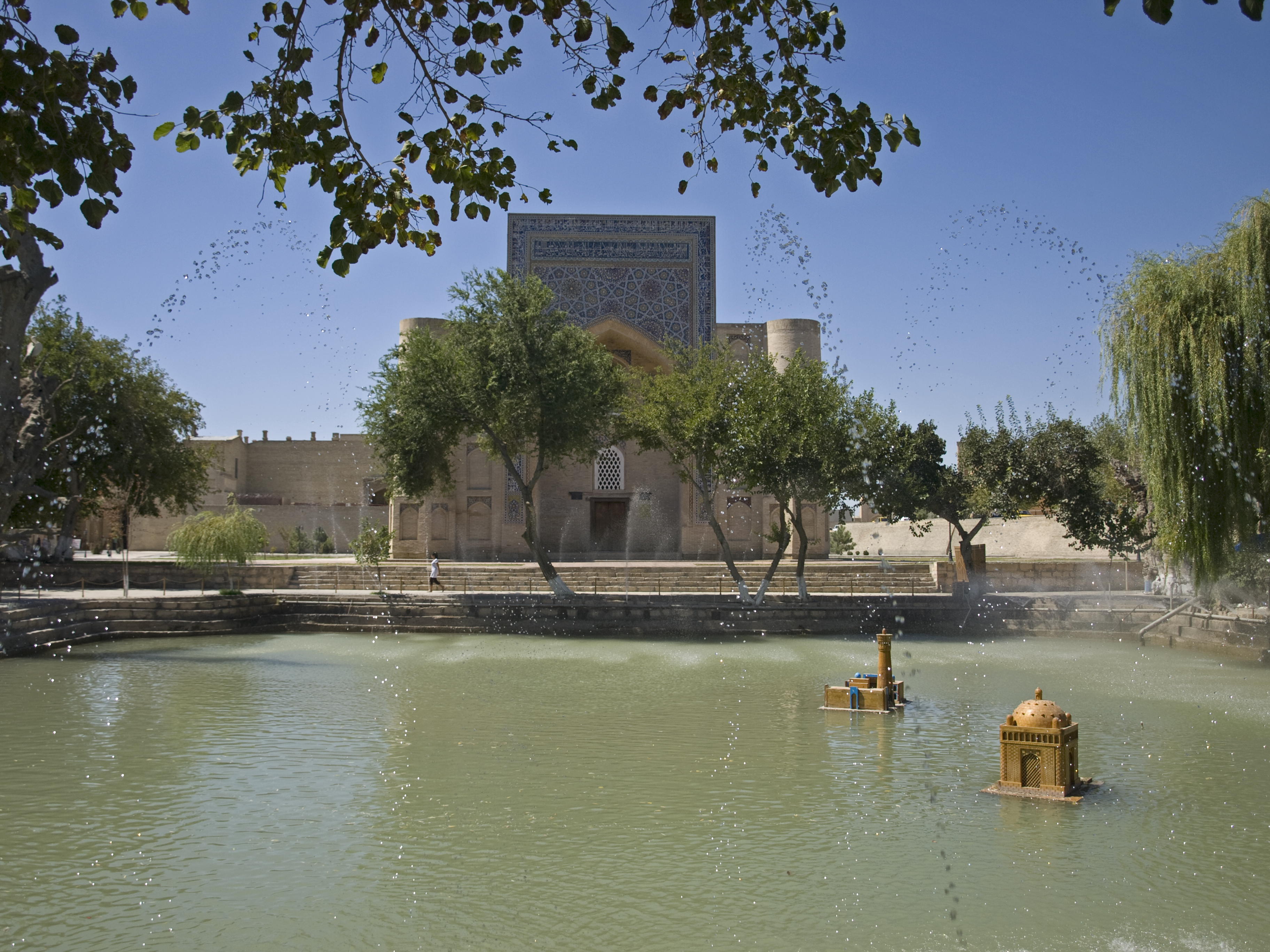
Lyab-i Hauz e khanqah de Nadir Divambegui

O conjunto de Lyab-i Hauz (também escrito Labi-Hauz, Labi Hovuz, Lyab-i Khauz e Lab-e hauz; do persa لب حوض,, que significa "junto ao lago"), que significa "junto ao lago") é uma área que rodeia um dos últimos hauz (lagos ou tanques) em Bucara. Antes do período soviético existiam vários desses lagos, que funcionavam como as principais fontes de água da cidade, mas também contribuíam para a propagação de doenças, o que levou a que fossem drenados durante as décadas de 1920 e 1930. O Labi Hovuz foi mantido devido a ser o centro dum conjunto arquitetónico datado dos séculos XVI e XVII. Dele fazem parte a Madraça Kukeldash, do século XVI, a maior da cidade, situada na margem norte do lago. Nas margens oriental e ocidental do lago encontram-se o khanqah (albergue para sufis itinerantes) de Nadir Divambegui e a madraça de Nadir Divambegui, ambos do século XVII.
Há também uma escultura de metal representando Nasrudin Hoca, o sábio popular e satírico, perspicaz e de espírito caloroso, que é personagem de numerosos contos infantis da Turquia, Ásia Central e Paquistão. Nasrudin está montado numa mula, com uma mão no coração e a outra segurando uma tabuleta acima da cabeça onde se lê "tudo bem".

#### Khoja Gaukushan
O conjunto de Khoja Gaukushan ou de Khoja Gaukushon é um dos maiores conjuntos monumentais da cidade. É composto pela Mesquita Khoja Kalon, cujo minarete é o mais alto de Bucara a seguir ao Minarete Kalyan, duas madraças (Khoja Gaukushan e Mir Haidar Bala) e um hauz (tanque ou lago artificial), o qual é alimentado pelo canal Shah Rud, que corre nas proximidades. A mesquita e a Madraça Khoja Gaukushan foram construídas entre 1562 e 1579 pela proeminente família de cojas Jubari (ou Djuibar ou Dzhuybarian), que detinha um vasto império comercial, eram líderes da comunidade islâmica Naqshbandi local e estiveram ligados à ascensão ao poder de Abedalá Cã II (r. 1583–1598), o último monarca xaibânida de Bucara. Devido ao traçado das ruas envolventes, a Madraça Khoja Gaukushan tem planta trapezoidal, e não retangular como é usual, e a mesquita não tem o eixo orientado para Meca, o que também é muito incomum. Cerca de metade da mesquita, a parte norte, onde se situava a sala de orações, foi demolida.

#### Complexo arquitetónico Bahoutdin
Este conjunto arquitetónico é uma necrópole em homenagem a Baha-ud-Din Naqshband Bukhari (conhecido localmente como Shaykh Bohoutdin ou Bahoutdin; 1318–1389) o fundador da tariqa (ordem sufista) Naqshbandi, considerado o patrono espiritual dos governantes de Bucara. Os principais monumentos do conjunto são a dahma (estela funerária) de Bahoutdin, o khanqa de Abdul-Lazizkhan e as mesquitas de Khakim Kushbegi e de Muzaffarkan. O conjunto é candidato a Património Mundial desde 2008.

### Mausoléus
Mausoléu Samânida
O mausoléu de Ismail Samani, o proeminente soberano do Império Samânida do virar do século IX para o século IX, é uma das obras mais importantes da arquitetura da Ásia Central. Situado perto do complexo de Bahoutdin, foi construído entre 892 e 943 e é único pelo seu estilo arquitetónico, que combina motivos islâmicos e zoroastrista. A fachada é coberta de tijolos ricamente decorados, com padrões circulares reminiscentes do sol, uma imagem comum na arte zoroastriana da região, que evocam o deus Aúra-Masda, tipicamente representado por fogo e luz. O edifício tem forma cúbica e tem reminiscências da Caaba de Meca; o teto em abóbada é típico da arquitetura das mesquitas. O estilo sincrético do santuário reflete o panorama religioso do período em que foi construído, quando a região ainda tinha uma população numerosa de zoroastristas, que começaram a converter-se ao islão nessa altura.
O mausoléu é considerado um dos monumentos mais antigos da região de Bucara. Diz-se que na altura da invasão de Gêngis Cã já estava enterrado em lama devido a cheias, pelo que foi poupado da destruição. O Mazar-e-Quaid, o mausoléu do fundador do Paquistão, Ali Jinnah, em Carachi, teve como modelo o Mausoléu Samânida.
Chashma Ayub
Também chamado Mausoléu Chashmah-Ayyub, o seu nome significa "Fonte de Jó", uma referência à lenda segundo a qual o profeta Jó (Ayub no Alcorão) visitou o local numa altura de grande seca e fez brotar uma fonte batendo com o seu cajado no chão. O edifício, candidato Património Mundial desde 2008 tem a particularidade de ter uma cúpula cónica ao estilo de estilo corásmio, o que é incomum na região.
Situa-se no centro dum antigo cemitério, a algumas centenas de metros do Mausoléu Samânida e junto ao moderno Complexo Memorial Al-Bukhari. Continua a ser um local de peregrinação, apesar de nele funcionar o Museu do Abastecimento de Água, no qual é apresentada a história do abastecimento de água em Bucara, desde os tempos do emirado até aos ambiciosos projetos soviéticos dos canais Amu-Bucara e Bucara-Samarcanda.
É muito pouco provável que o profeta Jó esteja sepultado em Chashma Ayub, mas no monumento há várias sepulturas. A mais antiga e reverenciada é a de Hajji Hafiz Gujori, um teólogo que se notabilizou no estudos de hádices, autor de vários tratados históricos, que ali teria sido sepultado em 1022. O edifício foi originalmente construído no século XII, durante o reinado do cã caracânida Arslano Cã (r. 1102–1129). No entanto o que existe atualmente resulta principalmente das reconstruções de Tamerlão (r. 1370–1405) e seguintes.

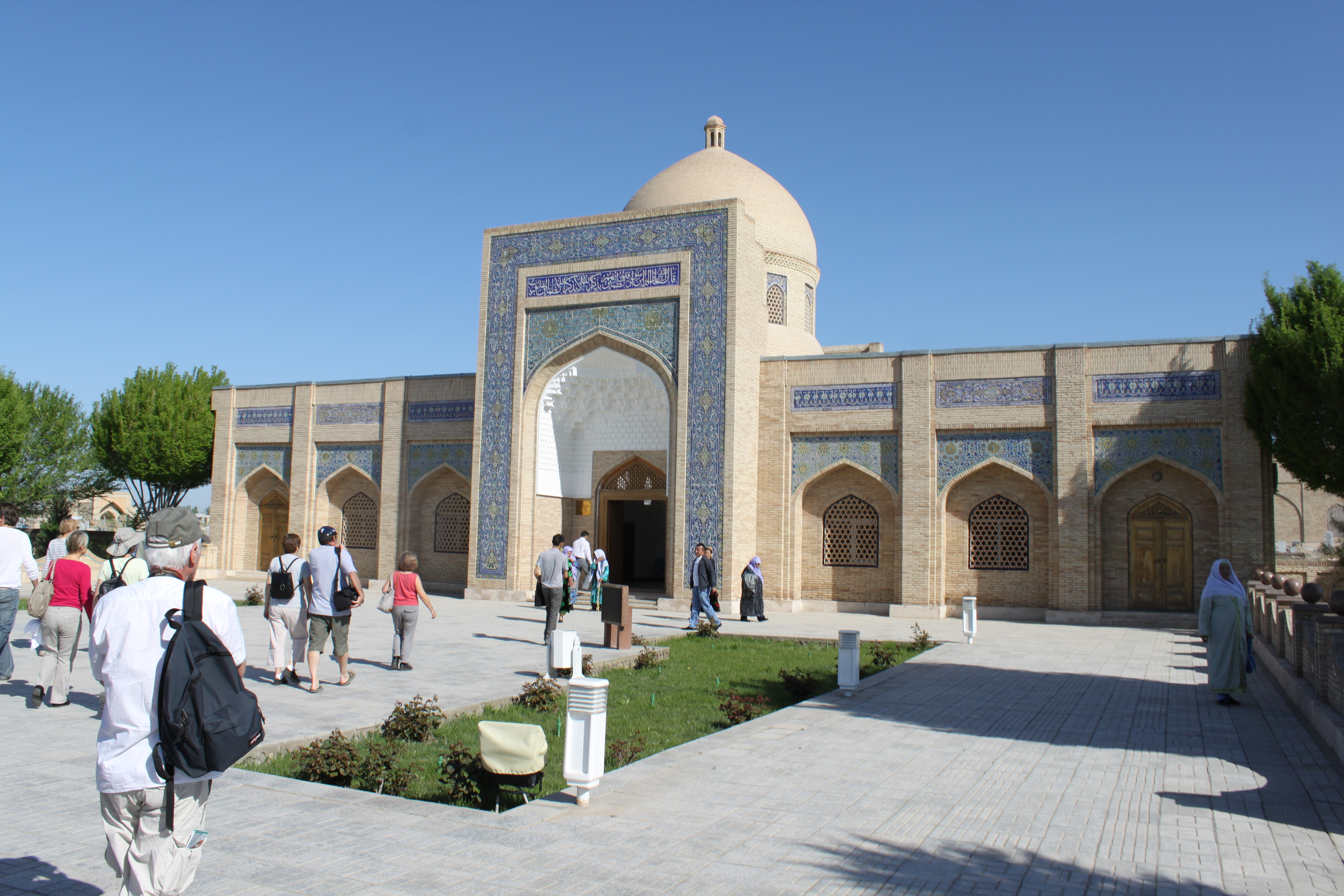
Entrada do Mausoléu de Bahoutdin
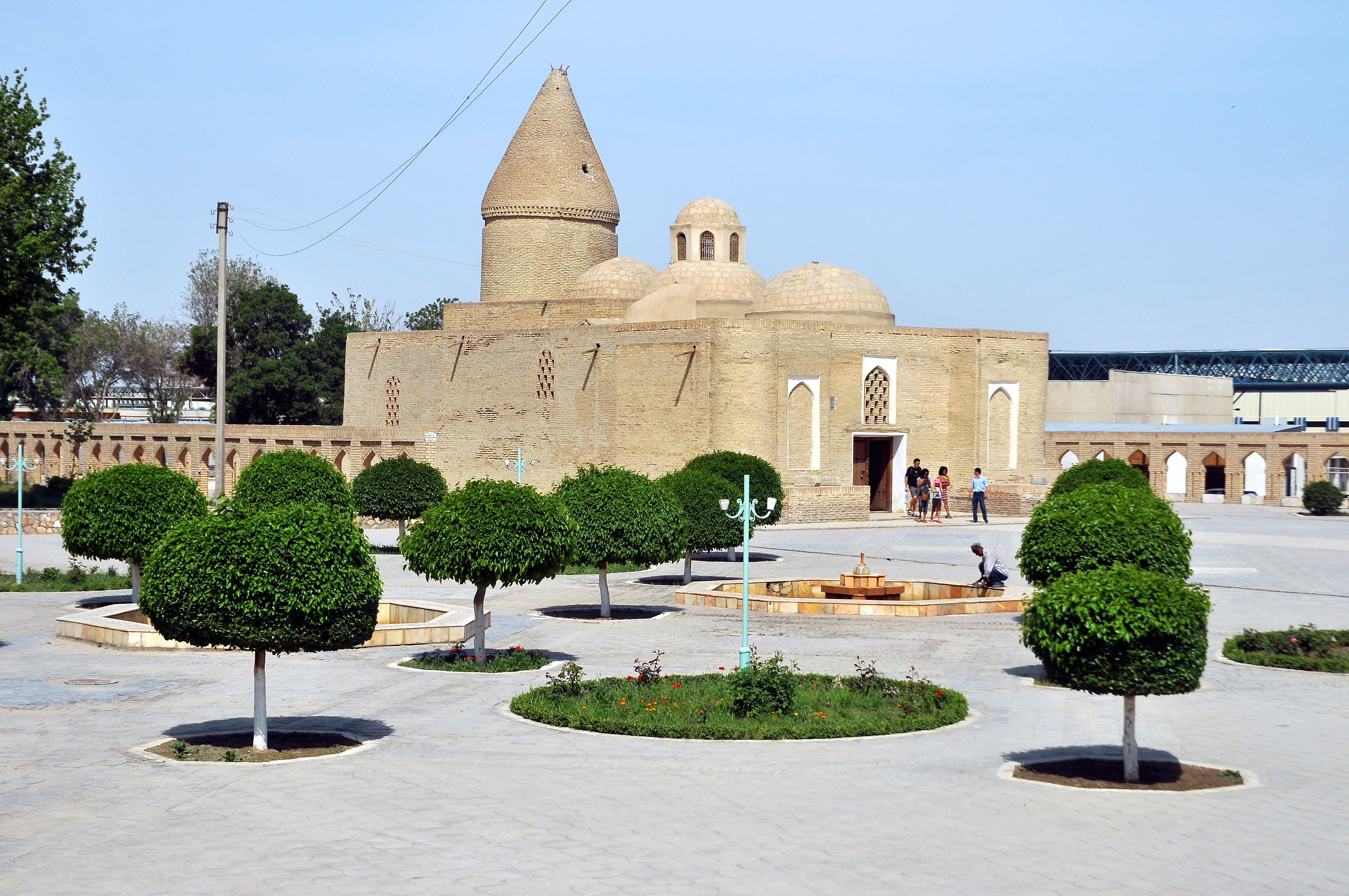
Mausoléu de Chashma-Ayub
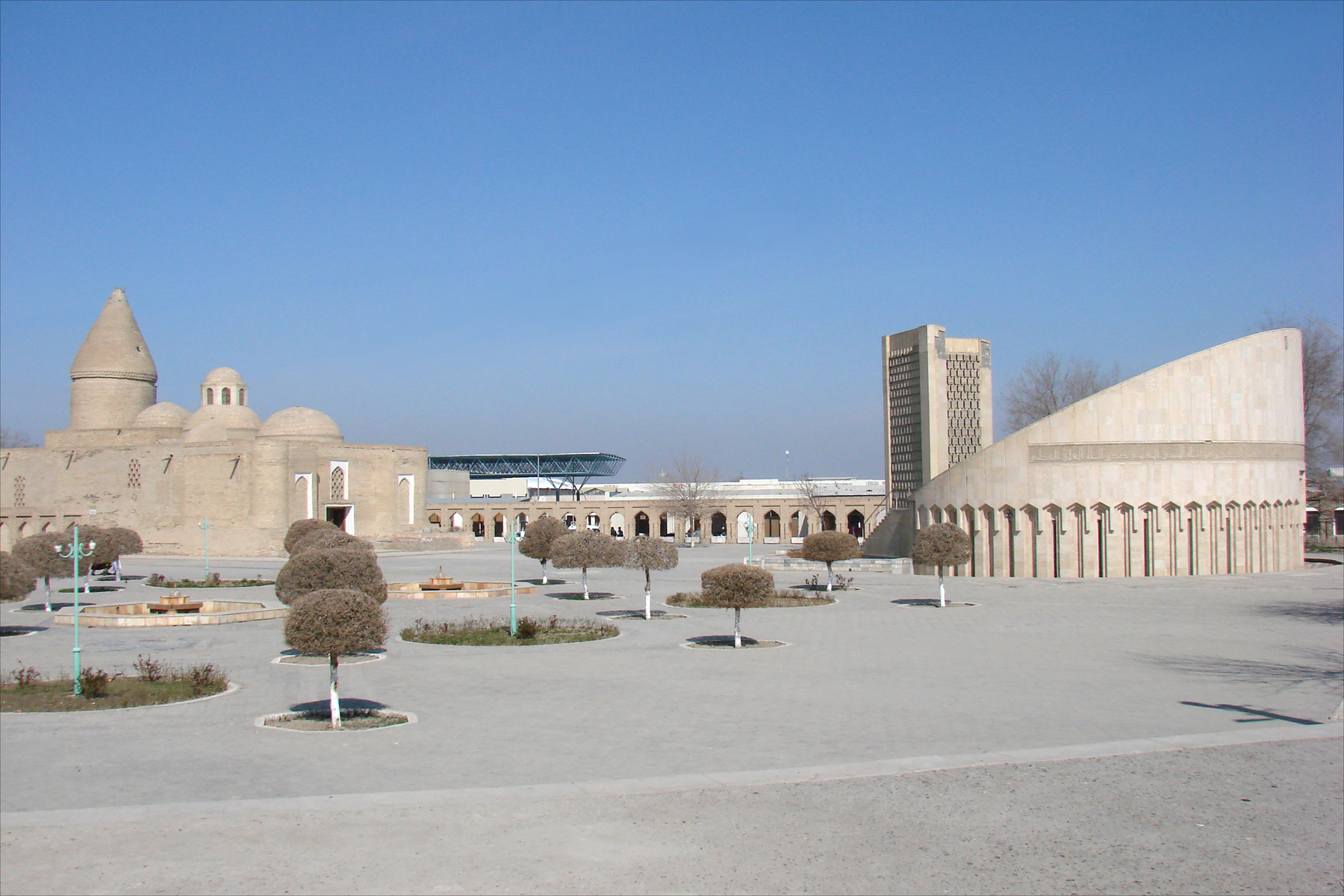
Mausoléu de Chashma-Ayub e memorial a al-Bucari
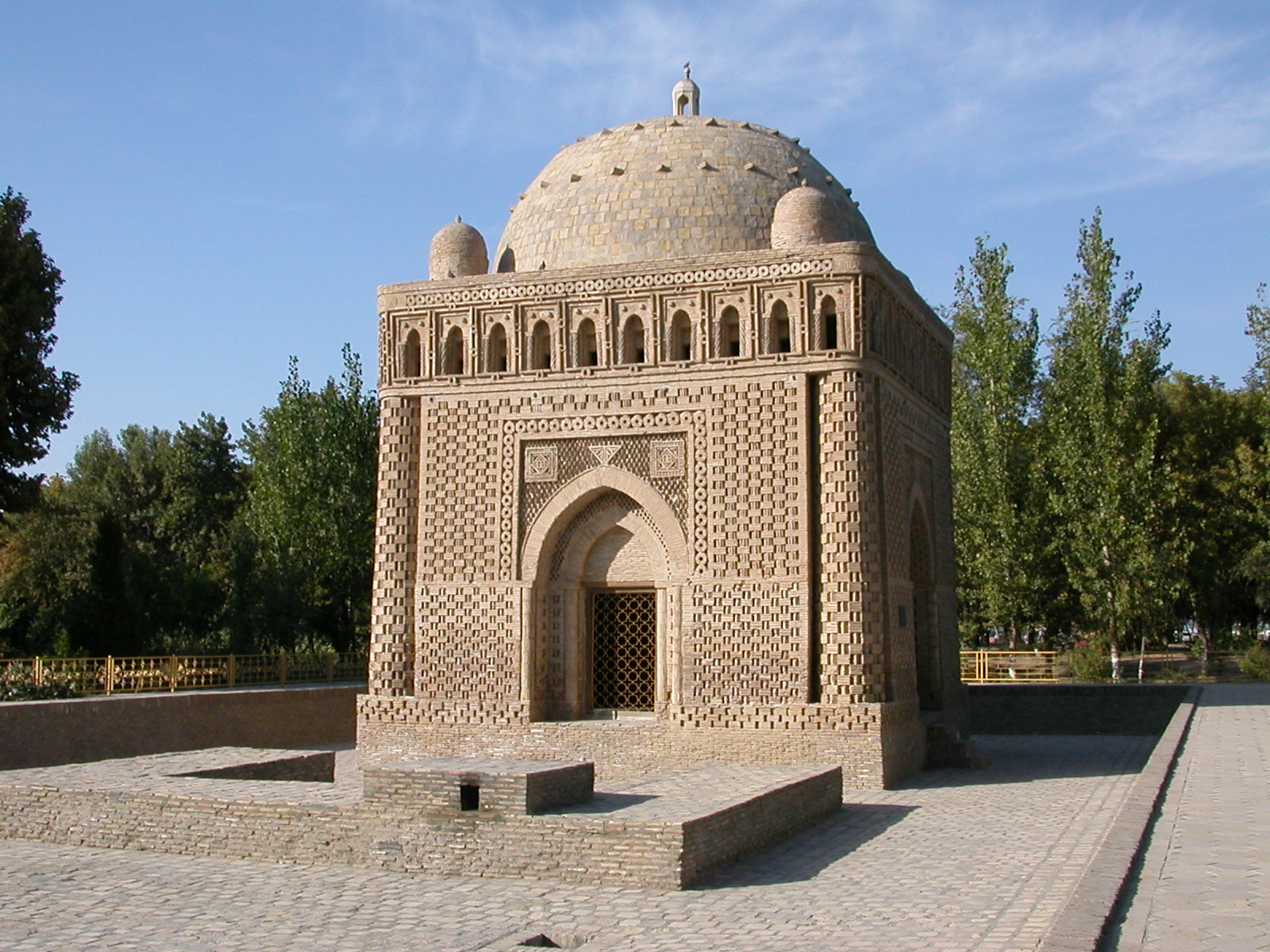
Mausoléu Samânida]]

### Mesquitas
Mesquita Kalyan
O seu nome, também grafado Mesquita Kalon ou Kalan significa "grande mesquita". É um dos monumentos que formam o conjunto histórico Po-i Kalyan e é a mesquita congregacional (de sexta-feira) de Bucara e é a maior da Ásia Central, a seguir à de Bibi Canum em Samarcanda e, segundo alguns autores, à  Grande Mesquita de Herate, no Afeganistão. Contando com o pátio, tem lotação para cerca de dez a doze mil fiéis. O edifício atual, sucessor de outros anteriores que foram sendo erigidos, destruídos e reconstruídos ao longo dos séculos, o primeiro deles na segunda década do século VIII, foi terminado na primeira metade do século XVI. É um dos primeiros grandes monumentos erigidos pela dinastia xaibânida, que fundou o Canato de Bucara no século XVI, e é um símbolo da ascensão da cidade nesse século. Tem planta retangular, com 130 por 80 metros, quatro ivãs, um amplo pátio interior, uma cúpula alta sobre o mirabe e longos corredores hipostilos abobadados com centenas de pequenas cúpulas (288 na Mesquita Kalyan). A superfície exterior do ivã frontal é coberta de ricos e elaborados mosaicos de faiança. A câmara abobadada em frente mirabe é coberta por uma grande cúpula coberta de ladrilhos vidrados azuis, que assenta sobre um tambor alto coberto de inscrições em cúfico.
Mesquita Bolo Hauz
Situada no lado ocidental da praça do Registan, em frente à Ark, faz parte dum conjunto arquitetónico que também inclui um hauz (lago artificial) e um minarete. Começou a ser construída em 1712, por ordem da esposa do cã de Bucara Abul Faiz Cã (Abulfayzxon; r. 1411–1747), e é um dos últimos e mais importantes e belos monumentos de Bucara anteriores à Idade Contemporânea. O seu nome significa "por cima do tanque" ou "tanque das crianças", referindo-se ao hauz octogonal que fica em frente da mesquita.
É uma mesquita congregacional, que tem capacidade para acolher grande parte da população da cidade para a jumu'ah (oração do meio-dia de sexta-feira). Na prática, a mesquita era o local de culto pessoal do emir de Bucara, que frequentemente se deslocava entre ela e o palácio da Ark (cidadela) com grande pompa e cerimónia, caminhando sobre tapetes colocados especialmente para a ocasião.
A mesquita destaca-se principalmente pelo seu ivã frontal de madeira, virado para o hauz, com 20 pilares e delimitado em três lados por paredes de tijolos. Foi construído no início do século XX, tem 20 pilares e é abundantemente decorado, com estalactites de madeira esculpida e pintada, com arabescos, motivos florais e padrões geométricos. Pela rica decoração, nomeadamente as pinturas de cores vivas, e pela sua altura, o ivã é apontado como um dos mais belos e mais altos da Ásia Central.
Mesquita Magok-i Attari
A primeira Mesquita Magok-i-Attari foi construída no século IX sobre as ruínas daquilo que pode ter sido um antigo templo zoroastrista. A mesquita foi destruída e reconstruída mais do que uma vez e a sua parte mais antiga é a fachada sul, que data do século XII, o que faz dela um dos edifícios mais antigos de Bucara e um dos poucos que sobreviveu à destruição de Gengis Cã. Foi escavada abaixo do piso térreo na década de 1930. Atualmente já não funciona como mesquita e ali funciona um museu de tapetes.

### Madraças
Madraça Kukeldash
Chamada Koʻkaldosh em usbeque, é a maior madraça de Bucara e uma das maiores da Ásia Central, tendo um perímetro de 86 por 69 metros. Foi construída entre 1568 e 1569 por Qul Baba Kukeldash, um alto dignitário do cã xaibânida Abedalá Cã II. Faz parte do conjunto Lyab-i Hauz e é um dos monumentos que ilustra a expansão económica de Bucara no final do século XVI, durante o reinado de Abedalá Cã. A madraça foi construída por Kukeldash, cujo nome significa "irmão de leite" (por ser filho da ama de leite de Abedalá Cã) um homem muito poderoso ligado à ascensão ao poder de Abedalá Cã.
Como a maior parte das madraças da Ásia Central, a madraça tem planta retangular e um ivã monumental (portal) como entrada principal. Provavelmente o ivã era originalmente decorado com mosaicos de faiança (à semelhança da Madraça Miriárabe), que foram substituídos por tijolos de majólica, mais baratos, a seguir a um sismo devastador. Originalmente, o telhado da madraça incluía duas cúpulas de telhas azuis, como as da Madraça Miriárabe, mas essa cobertura foi retirada para ser usada noutras construções por um governante posterior.
Madraça Ulugue Begue
Tendo começado a ser construída em 1417 ou 1420, tem sensivelmente a mesma idade que a sua homónima em Samarcanda. Juntamente com Chashma Ayub, é um dos poucos edifícios do período timúrida em Bucara e nas suas vizinhanças. Quando foi construída, Bucara era uma cidade pouco importante, que ainda não tinha recuperado da destruição praticamente total levada a cabo por Gêngis Cã em 1220. A construção da madraça representou o primeiro sinal do renascimento cultural que viria a ocorrer no século XVI. Como a sua homónima de Samarcanda, a madraça apresenta sinais da paixão de Ulugue Begue pela astronomia, matemática, pelo conhecimento em geral e pelo islão. Na decoração das superfícies exteriores há estrelas e padrões geométricos girikh; numa inscrição da fachada lê-se «é dever sagrado de todo o muçulmano, homem ou mulher, procurar o conhecimento»; noutra inscrição, numa porta, está escrito «acima do círculo de pessoas bem instruídas no conhecimento dos livros, a sabedoria abre as portas das bênçãos de Alá a todo o instante».
Madraça Miriárabe
O seu nome refere-se ao xeque Abedalá Iamani (Sheikh Abdullah Yamani) do Iémen, conhecido como Mir-i-Arab, que foi pir (mentor espiritual sufista) de vários cãs xaibânidas e está sepultado na madraça. É um dos edifícios do conjunto monumental histórico Po-i Kalyan. Foi construída na década de 1530, durante o reinado de Ubaide Alá Cã (Ubaid-Allah Shah; r. 1534–1539), o primeiro membro da dinastia xaibânida a fazer de Bucara a capital do estado que ficaria conhecido como Canato de Bucara. O xeque Iamani e Ubaide Alá Cã estão ambos sepultados na madraça. Esta foi a única instituição de ensino islâmico autorizada funcionar em toda a União Soviética.
A fachada de dois pisos está quase completamente coberta com mosaicos de faiança, um tipo de decoração demorado e caro que foi popularizado pela primeira vez durante o reinado de Tamerlão. A entrada principal é feita por um ivã e no amplo pátio interior há outros quatro ivãs. Em volta do pátio, há 114 hujras (pequenas celas com aparência de alvéolos, que eram, e ainda são, usadas como dormitórios de estudantes), tantas quantas o número de suras (capítulos do Alcorão). Há também salas de leitura e um grande salão com uma grande cúpula no canto noroeste, onde se encontra o cenotáfio do xeque Iamani e o túmulo de Ubaide Alá Cã, além de outras sepulturas de vários devotos ou membros da família do xeque. No canto sul há uma mesquita com outra cúpula. Ambas as cúpulas são proeminentemente visíveis do exterior, pois assentam em tambores elevados e estão decoradas com azulejos turquesa muito vistosos e com muqarnas.
Chor Minor
O Chor Minor ou Char Minar (que significa "quatro minaretes" em persa) ou Madraça de Khalif Niyaz-kul é um edifício que fica quase escondido numa rua a nordeste do complexo de Labi Hovuz. Foi construído no século XIX por Khalif Niyaz-kul, um natural de Bucara abastado de origem turcomena. No passado fez parte dum complexo associado a uma madraça, que incluía edifícios para fins religiosos e outros, do qual praticamente só resta a estrutura com quatro torres, cuja função não é clara. No terreiro à direita do Chor Minor há um hauz, provavelmente construído na mesma altura do resto do complexo, que atualmente está rodeado principalmente por pequenas casas e lojas ao longo do seu perímetro.

### Fortaleza (Ark)
A Ark é uma cidadela originalmente construída c. século V d.C. Além de ser uma fortaleza militar, é também uma pequena cidade que ao longo da história foi a sede de várias cortes reais que existiram em Bucara e na região em volta. Foi usada comom fortaleza até ser tomada pelos soviéticos em 1920 e atualmente é uma atração turística onde há vários museus que mostram a sua história.

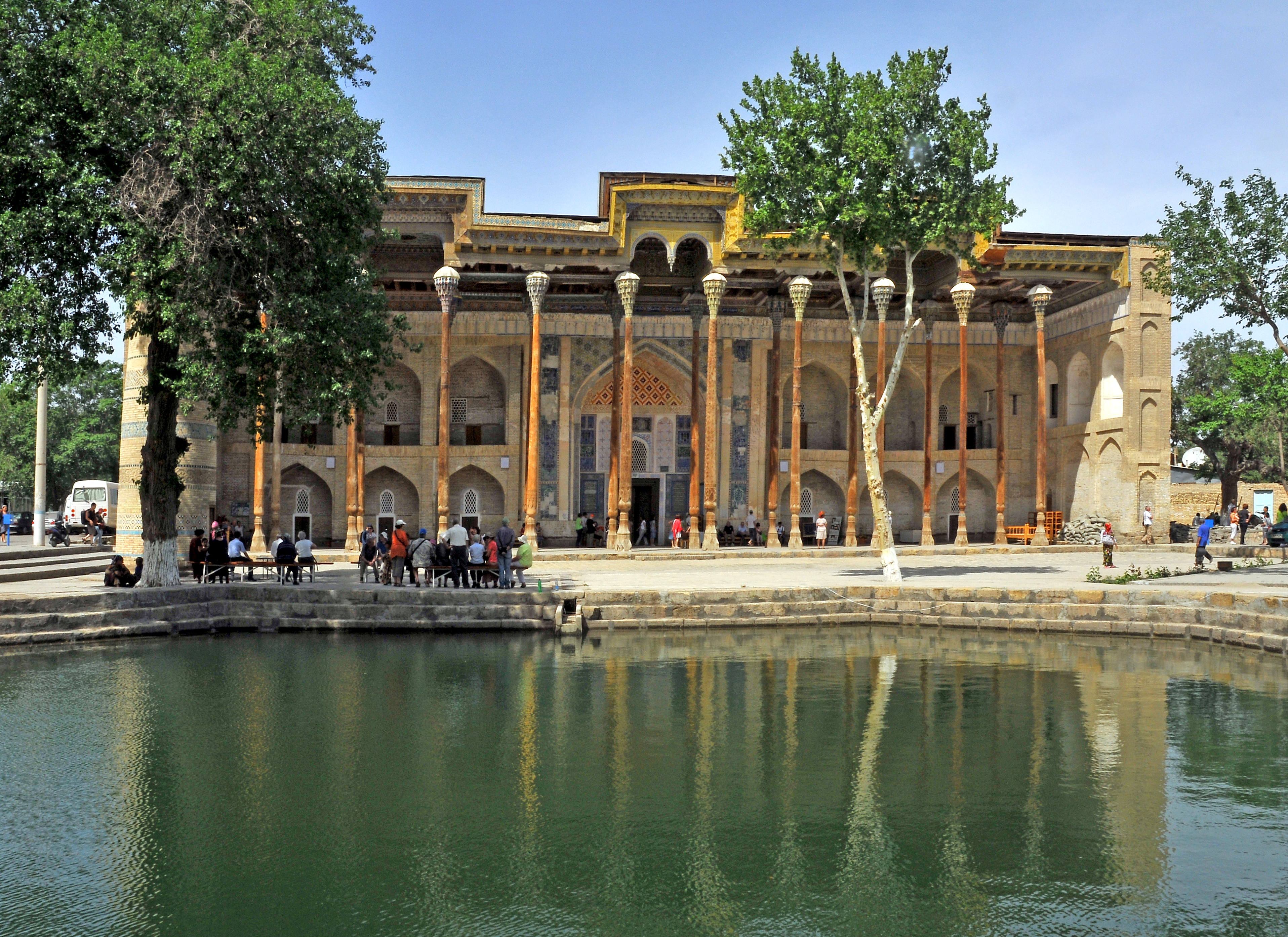
Mesquita Bolo Hauz
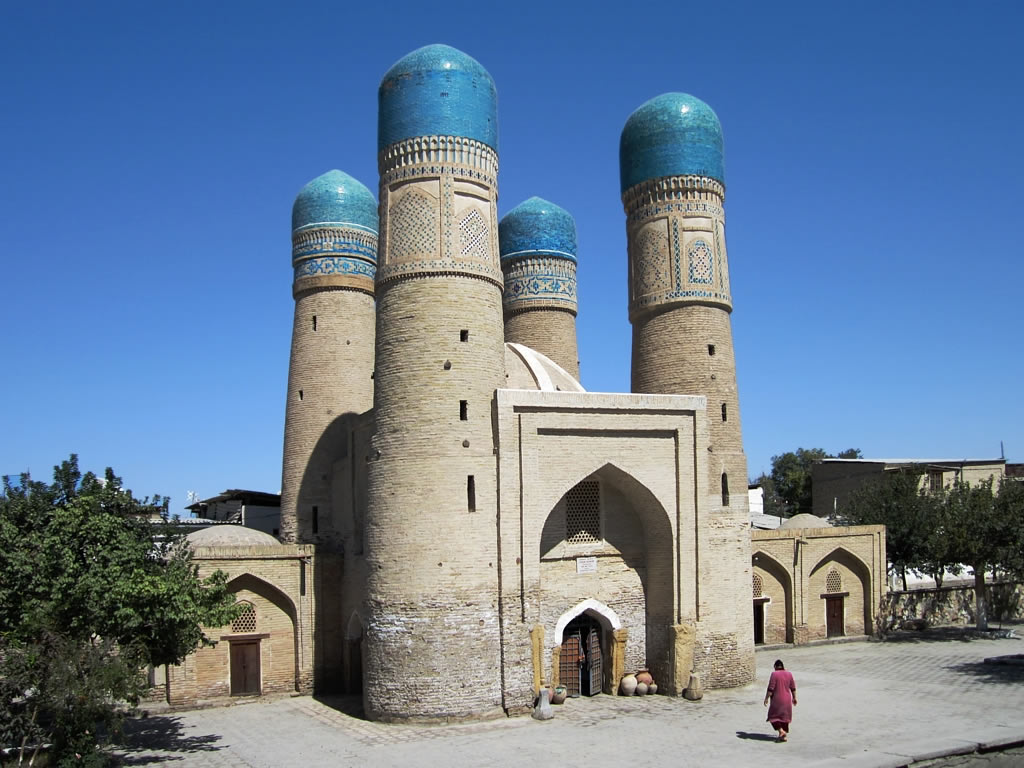
Chor Minor
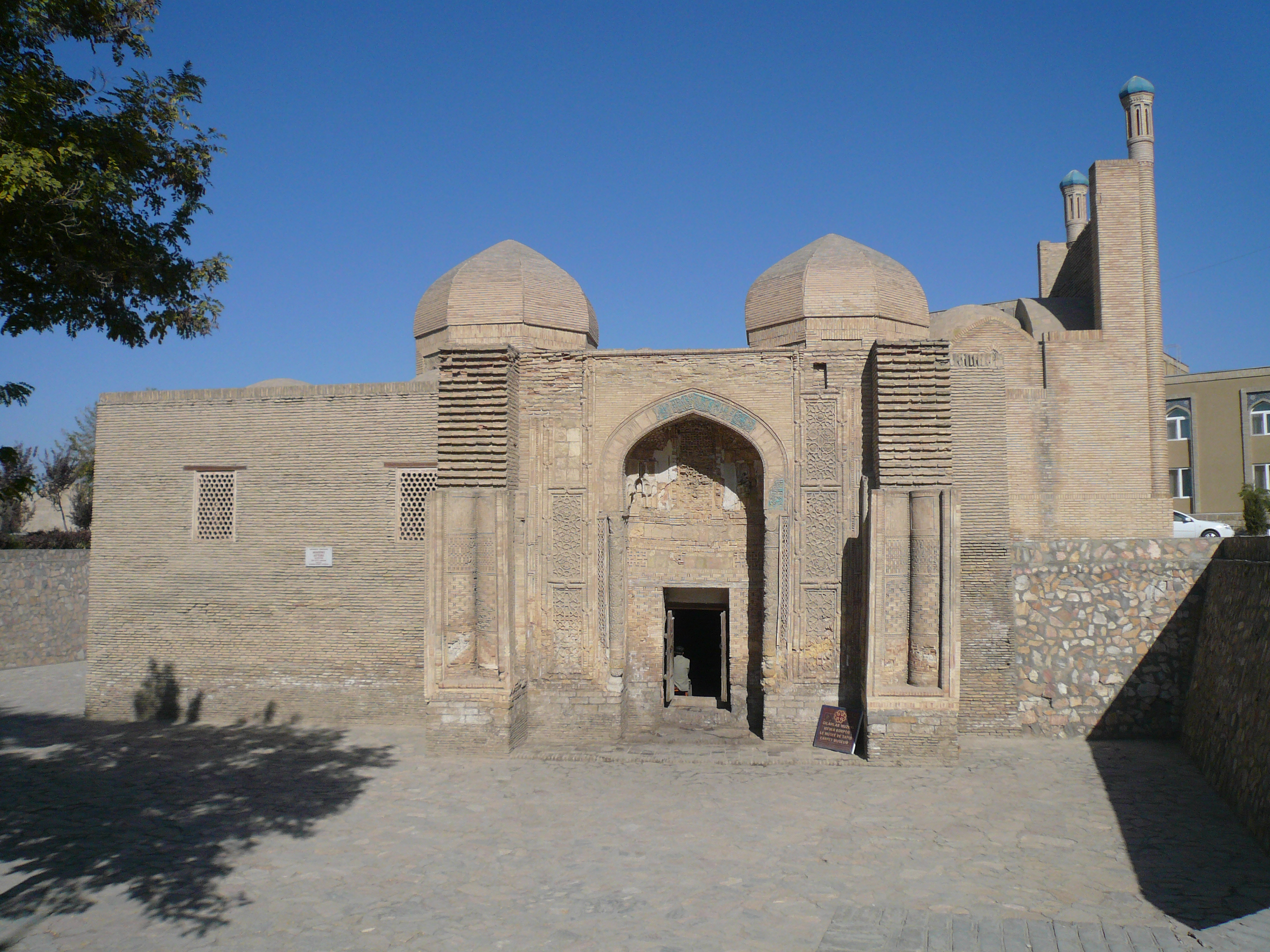
Mesquita Magok-i Attari
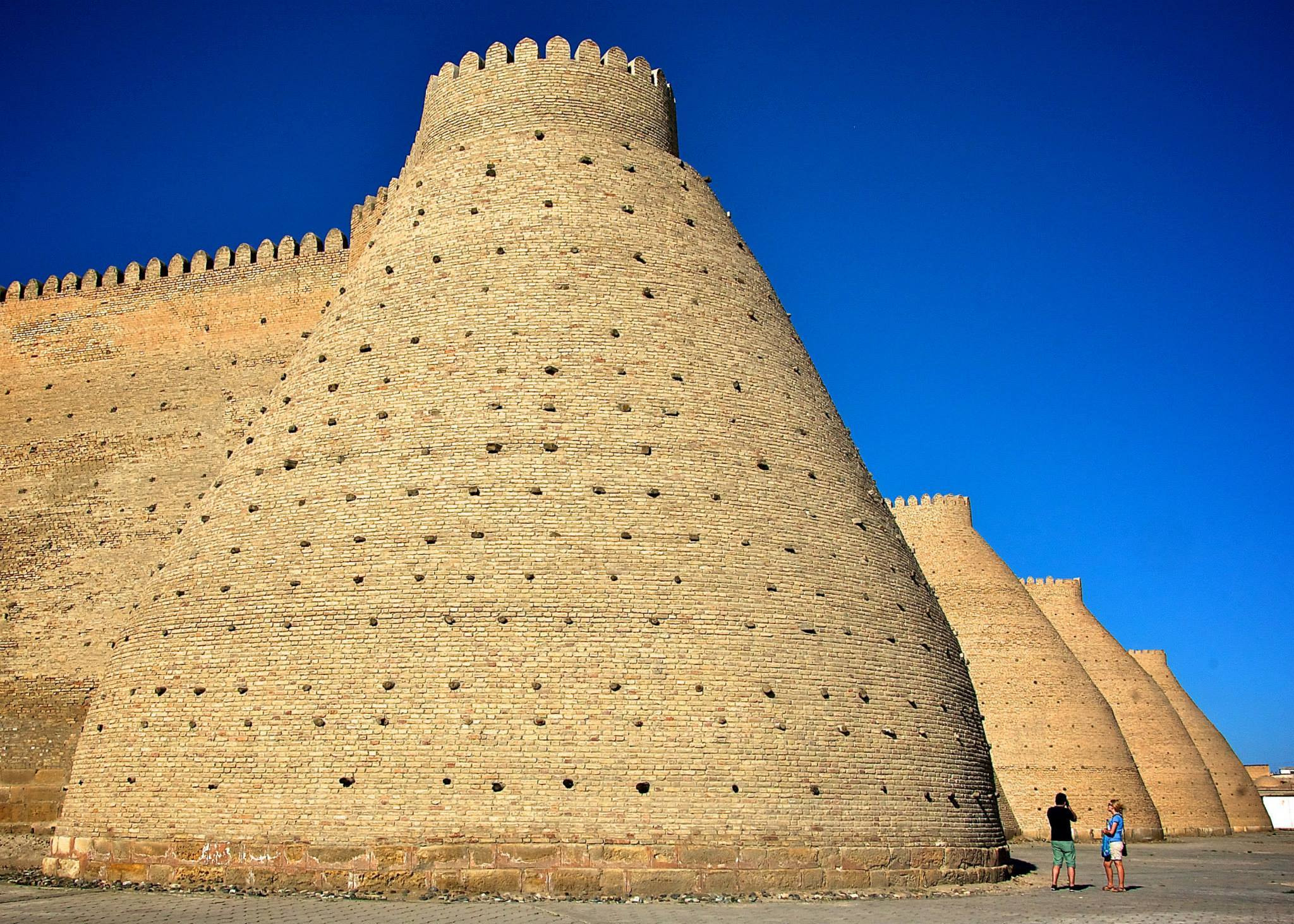
Flanco sul da muralha da Ark

## Clima
| Dados climatológicos para Bucara (1981–2010)                                                                                                | Dados climatológicos para Bucara (1981–2010) | Dados climatológicos para Bucara (1981–2010) | Dados climatológicos para Bucara (1981–2010) | Dados climatológicos para Bucara (1981–2010) | Dados climatológicos para Bucara (1981–2010) | Dados climatológicos para Bucara (1981–2010) | Dados climatológicos para Bucara (1981–2010) | Dados climatológicos para Bucara (1981–2010) | Dados climatológicos para Bucara (1981–2010) | Dados climatológicos para Bucara (1981–2010) | Dados climatológicos para Bucara (1981–2010) | Dados climatológicos para Bucara (1981–2010) | Dados climatológicos para Bucara (1981–2010) |
| Mês | Jan                                          | Fev                                          | Mar                                          | Abr                                          | Mai                                          | Jun                                          | Jul                                          | Ago                                          | Set                                          | Out                                          | Nov                                          | Dez                                          | Ano                                          |
| --- | -------------------------------------------- | -------------------------------------------- | -------------------------------------------- | -------------------------------------------- | -------------------------------------------- | -------------------------------------------- | -------------------------------------------- | -------------------------------------------- | -------------------------------------------- | -------------------------------------------- | -------------------------------------------- | -------------------------------------------- | -------------------------------------------- |
| Temperatura máxima média (°C) | 6,6                                          | 10,1                                         | 16,4                                         | 24,5                                         | 30,4                                         | 35,9                                         | 37,2                                         | 35,5                                         | 29,9                                         | 22,9                                         | 15,5                                         | 8,4                                          | 22,8                                         |
| Temperatura mínima média (°C) | −2,5                                         | −0,6                                         | 4,2                                          | 10,2                                         | 15,0                                         | 19,4                                         | 21,2                                         | 18,9                                         | 12,9                                         | 6,7                                          | 2,3                                          | −1,2                                         | 8,9                                          |
| Precipitação (mm) | 19,1                                         | 18,9                                         | 29,5                                         | 20,1                                         | 12,4                                         | 1,8                                          | 0,7                                          | 0,2                                          | 1,0                                          | 2,0                                          | 12,0                                         | 17,3                                         | 135                                          |
| Dias com precipitação | 10                                           | 10                                           | 10                                           | 8                                            | 7                                            | 2                                            | 1                                            | 1                                            | 1                                            | 4                                            | 7                                            | 9                                            | 70                                           |
| Humidade relativa (%) | 80                                           | 75                                           | 72                                           | 59                                           | 46                                           | 38                                           | 40                                           | 44                                           | 48                                           | 56                                           | 64                                           | 79                                           | 58                                           |
| Fontes: Centro do Serviço Hidrometeorológico da República do Uzbequistão (Uzhydromet) Serviço Meteorológico Alemão (Deutscher Wetterdienst) |                                              |                                              |                                              |                                              |                                              |                                              |                                              |                                              |                                              |                                              |                                              |                                              |                                              |

## Transportes
O Aeroporto Internacional de Bucara (IATA: BHK, ICAO: UTSB) tem voos regulares para cidades no Usbequistão e Rússia. A fronteira com o Turquemenistão encontra-se 100 km a sudoeste da cidade por estrada e a cidade turquemena mais próxima é Türkmenabat, que dista 132 km pela autoestrada M37, que continua para outras cidades do Turquemenistão, nomeadamente a capital Asgabade. Samarcanda fica 270 km a leste de Bucara pela autoestrada M37.  A cidade é o polo de transportes ferroviários e rodoviários mais importante do Usbequistão a seguir a Tasquente e tem ligações para todas as cidades importantes do Usbequistão e países vizinhos e até para Mazar-e Sharif, no Afeganistão, através da autoestrada M39. A cidade tem 45 linhas de autocarros urbanos.

## Demografia

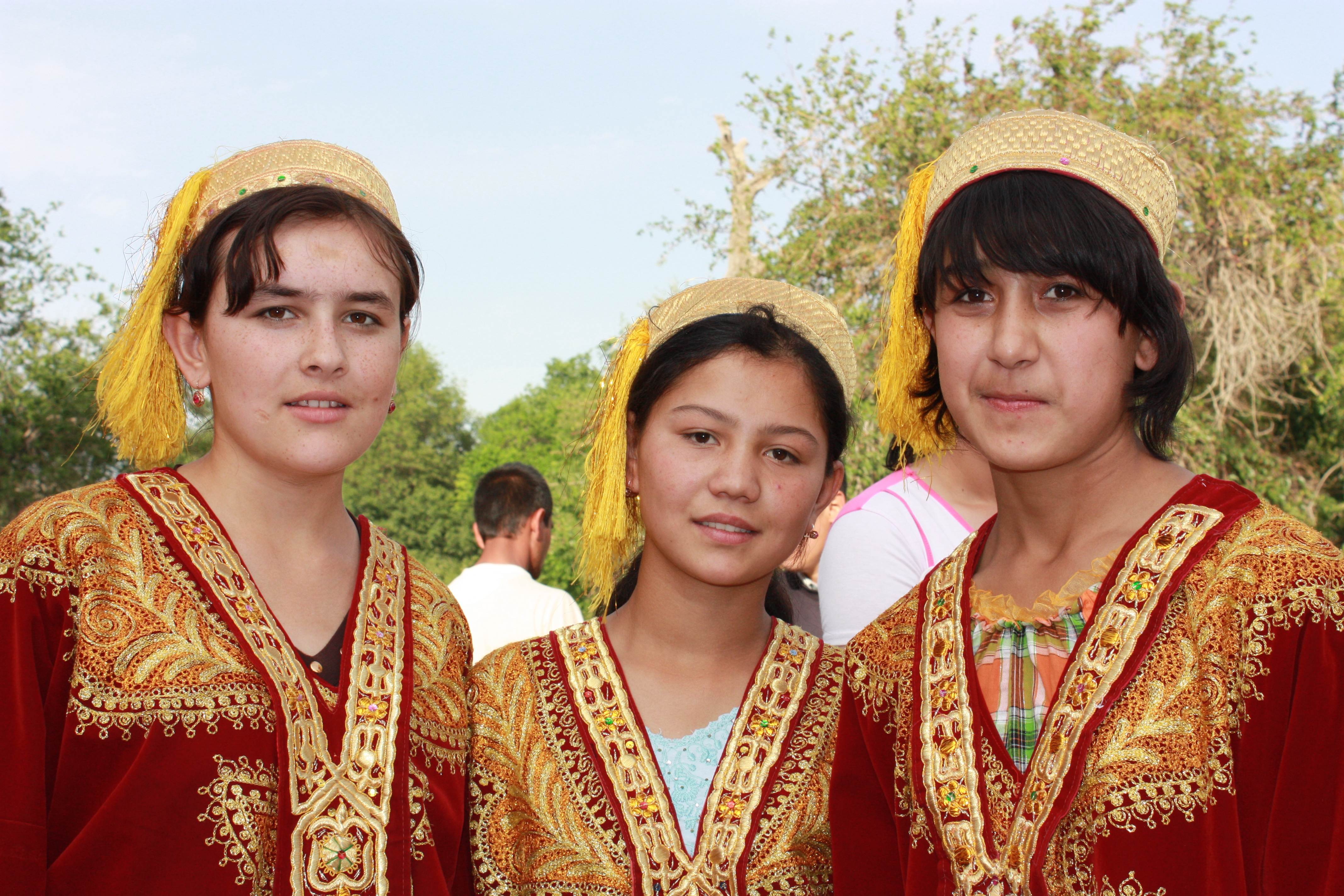
Jovens em trajes tradicionais no Festival da Seda e das Especiarias

Segundo as estatísticas oficiais, a população da cidade é constituída por 82% de usbeques, 6% russos, 4% tajiques, 3% de tártaros, 1% de coreanos, 1% de turquemenos, 1% de ucranianos e 2% de outras etnias. No entanto, os dados oficiais usbequistaneses há muito que são criticados e refutados por vários observadores e fontes ocidentais  e para muitos autores a maioria da população é formada por falantes de tajique, e os usbeques são uma minoria em crescimento. Os números exatos são difíceis de estimar, porque muitas pessoas do Usbequistão identificam-se como usbeques apesar de usarem o tajique como primeira língua ou porque são registadas como uzbques pelo governo central não obstante a sua língua materna e identidade étnica tajique. As estimativas soviéticas do início do século XX, baseadas em dados de 1913 e 1917, registavam uma esmagadora maioria de tajiques na cidade.
Até ao século XX, Bucara foi também a terra dos judeus bucaranos, cujo idioma, o buhori é um dialeto do tajique. Os seus antepassados instalaram-se na cidade durante o período romano. A maior parte dos judeus de Bucara abandonaram a cidade entre 1925 e 2000, emigrando para Israel e Estados Unidos.[carece de fontes?]

## Pessoas nascidas a Bucara ou com ligações à cidade

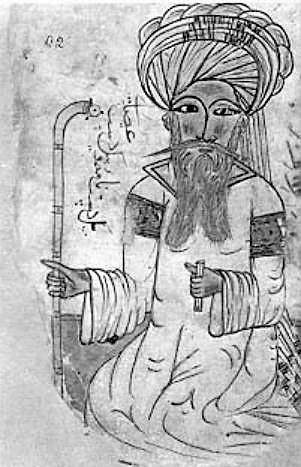
Gravura de Avicena num manuscrito medieval

- An Lushan (c. 703–757) — general da Dinastia Tang que comandou a Rebelião de An Lushuan e se declarou imperador de Yan, que possivelmente era natural de Bucara.[carece de fontes?]
- Al-Bukhari (ca.  810–870) — erudito muçulmano sunita natural de Bucara.
- Maomé ibne Jafar Narshakhi (ca.  899–959) — historiador.
- Al-Qumri (f.  980–990) — médico da corte do soberano samânida Nuh II, que se especula que pode ter sido professor de Avicena.
- Avicena (ca.  980–1037) — polímata, muitas vezes apontado como o pai da medicina moderna.
- Maomé Balami (Bal'ami, o Novo; f. 2ª metade do século X) — historiador, escritor e vizir do Império Samânida.
- Maomé Aufi (1171–1242) — historiador, filólogo, escritor e cientista.
- Jalaluddin Surkh-Posh Bukhari (1198–1292) — santo sufista da tariqa (ordem sufista) Suhrawardiyya.
- Ajall Shams al-Din Omar (1211–1279) — primeiro governador de Iunã da dinastia mongol Iuã.
- Baha-ud-Din Naqshband Bukhari (1318–1389) — fundador da tariqa Naqshbandi, uma das maiores ordens sufistas sunitas.
- Amir Kulal (1278  1370) — erudito sufista, membro da tariqa Naqshbandi.
- Sadriddin Ayni (1878–1954) — poeta, jornalista e historiador, considerado o poeta nacional do Tajiquistão e um dos escritores mais importantes desse país.
- Abdurauf Fitrat (1886–1938) — escritor, jornalista e político.
- Fayzulla Khodzhayev (1896–1938) — político, primeiro líder do governo da República Popular Soviética de Bucara e dirigente da República Socialista Soviética Usbeque, que foi executado durante a Grande Purga de Estaline.
- Ibraghim Muminov (1908–1974) — filósofo.
- Muhammadjon Shakuri (1925–2012) — filólogo, crítico literário, historiador tajique e estudioso da literatura em língua persa.
- Oksana Chusovitina (n. 1975) — ginasta.